# 吴明阳
吴明阳（1997年1月21日—）来自山东省济宁市兖州区，是一名中国女子射击运动员，主攻空气步枪。

## 战绩
吴明阳小时候练习过古筝、电子琴和武术。13岁时，她进入济宁市体校，之后，她被射击队教练看中，便开始练习射击。2014年6月，她在山东省运动会上表现出色，在两个项目上都获得第一名，她也凭借着这样的成绩进入省队。2017年，她首次参加世界杯分站赛。2018年，她在世界杯分站赛班宁堡站中收获个人首个世界杯分站赛个人项目冠军。同年9月，她和宋布寒搭档获得射击世锦赛混合团体10米空气步枪银牌。